# Хів
Хів — село, адміністративний центр Хівського району Дагестану.
Село розташоване між річками Ккурук (Чіраг-чай) і Арша.
Засноване в 1935 році. Населення 2681 осіб.
Тухуми (роди): Газизйир, Кавхйир, Рустамханар, АмутІар, Ширифар, Аьлар, Дашккяр, Сеидар, Щилцимар, Мягьмадгаяр, Мякьяр.